# 圣塞巴斯蒂昂
圣塞巴斯蒂昂是巴西阿拉戈斯州的一个市镇。总面积305.75平方公里，总人口31511人，人口密度103.1人/平方公里。